# 達八

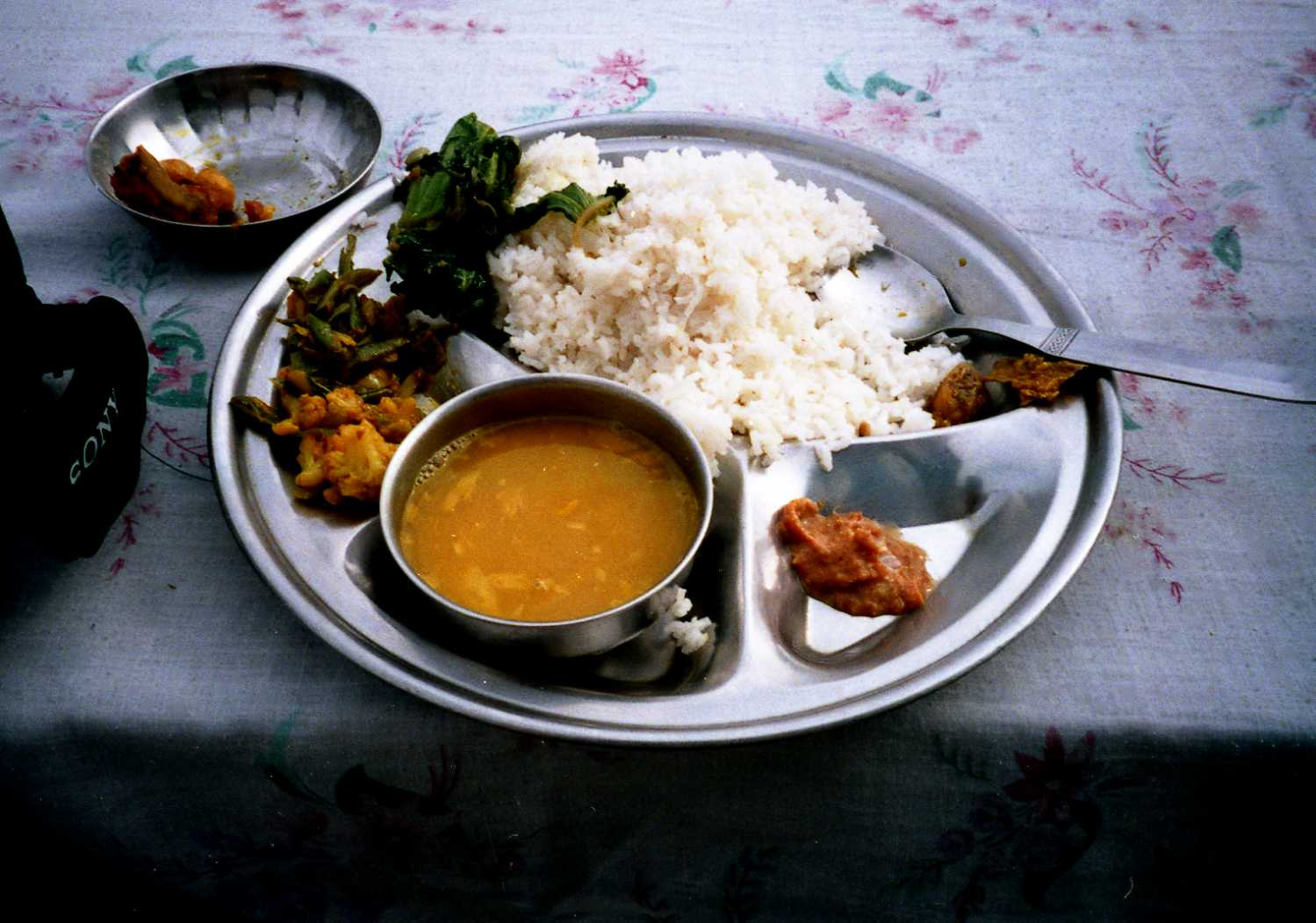
Dal Bhat

達八（英語：Dal Bhat），是尼泊尔的一种传统食品。它包含豆汤（dāl）、米饭（bhāt）、咖哩马铃薯、炒挂菜等飯菜，類似套餐。人們多用手直接抓食。它是大多數尼泊爾人的主食之一，被譽為尼泊爾的國民美食。

## 腳註
1. ↑  「……Dhal bhat(達八) :尼泊爾人主食.類似套餐.有飯.蔬菜.蔬菜.馬尼薯.豆湯.等幾樣菜.放置於鋁盤或銅盤上.不論是飯.菜及湯.吃完都可添加.一價到底.於登山途中經常可吃到……」 （页面存档备份，存于）